# أنيتا لونسبرو
أنيتا لونسبرو (بالإنجليزية: Anita Lonsbrough) هي سباحة بريطانية ولدت في يوم 10 أغسطس 1941 في يورك. اختصت بسباق 200 متر سباحة صدر، وأبرز إنجازاتها كان فوزها بالميدالية الذهبية في دورة الألعاب الأولمبية الصيفية 1960 في روما. كما فازت ب5 ميداليات في بطولة أوروبا منها ذهبية واحدة.